# Lalo Asabi
Pour les articles homonymes, voir Lalo.
Lalo Asabi est un woreda de l'ouest de l’Éthiopie situé dans la zone Mirab Welega de la région Oromia. Il a 75 584 habitants en 2007. Son centre administratif est Inango.

## Situation
Limitrophe de la région Benishangul-Gumuz, Lalo Asabi est entouré dans la zone Mirab Welega par :
- Gimbi à l'est ;
- Homa et Genji au sud ;
- Guliso et Boji Chekorsa  à l'est ;
- Boji Dirmeji au nord[1].

Il est bordé de plus dans la région Benishangul-Gumuz par le woreda Kamashi.
Ses principales agglomérations sont Inango et Dengoro.
Inango se trouve vers 1 800 m d'altitude à 24 km de Gimbi sur la route Nekemte-Gambela tandis que Dengoro est à 27 km de Gimbi sur la route en direction d'Asosa.

## Population
Au recensement national de 2007, le woreda compte 75 584 habitants dont 14 % de citadins.
La majorité des habitants (86 %) sont protestants, 13 % sont orthodoxes et 1 % sont musulmans.
Outre les 7 996 habitants d'Inango, la population urbaine comprend 2 374 habitants à Dengoro.
En 2022, la population du woreda est estimée à 112 696 personnes avec une densité de population de 289 personnes par km2 et 390 km2 de superficie.